# 弗拉基米尔·古辛斯基
弗拉基米尔·亚历山德罗维奇·古辛斯基（俄語：Влади́мир Алекса́ндрович Гуси́нский，1952年10月6日—），犹太裔俄罗斯商人，現擁有俄羅斯、以色列、西班牙三國國籍。他是七大银行寡头的成员。1989年组建了大桥银行。苏联解体后，他出资购买了俄罗斯独立电视台77%的股份，又收购了“莫斯科之声”和《今日报》、《七日》周刊，又同美国人合办《总结》周刊，成了传媒大亨。
2000年，俄總統弗拉迪米爾·普丁欲掌握媒體，強迫古辛斯基將電視台賣給國家控制的俄羅斯天然氣公司。古辛斯基被迫出售後外逃，遭到俄罗斯通缉。